# Salsa portoricana

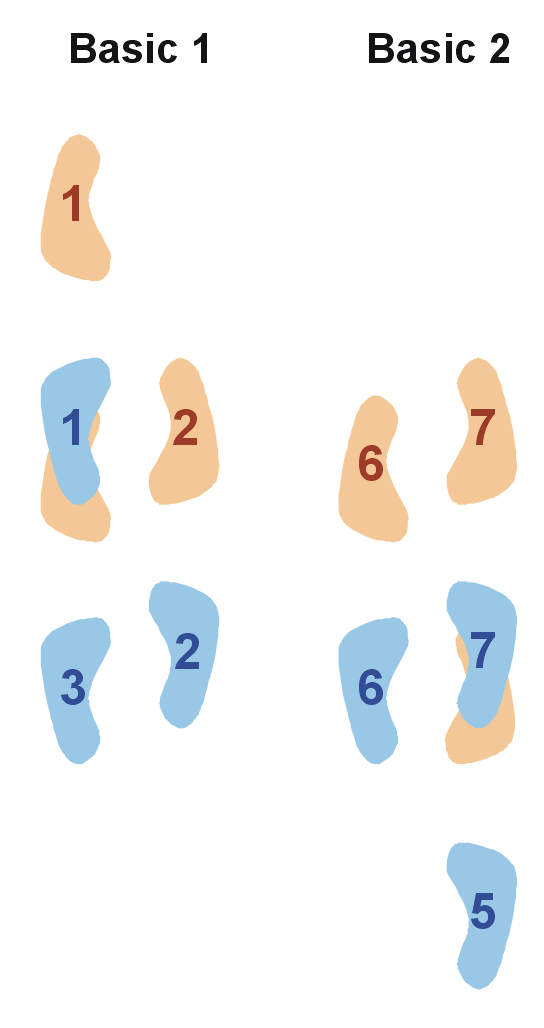
Passi base della salsa portoricana.

Nella danza, la salsa in stile portoricano (la denominazione salsa portoricana è più diffusa) è una variante di salsa. Questo stile non proviene in realtà da Porto Rico, ma deriva dal Mambo (da cui il suo nome "salsa-mambo" negli Stati Uniti), un tipo di salsa inventato dalla comunità latinoamericana negli Stati Uniti. I francesi chiamano i diversi stili di salsa in linea come "salsa portoricana" perché l'hanno scoperta durante un congresso mondiale sulla salsa svoltosi nel 1996 a Puerto Rico.
Tecnicamente, i ballerini si muovono su una linea immaginaria chiamata corridoio, mentre nella salsa cubana i movimenti sono fatti su cerchi o archi di cerchio.

## Stili

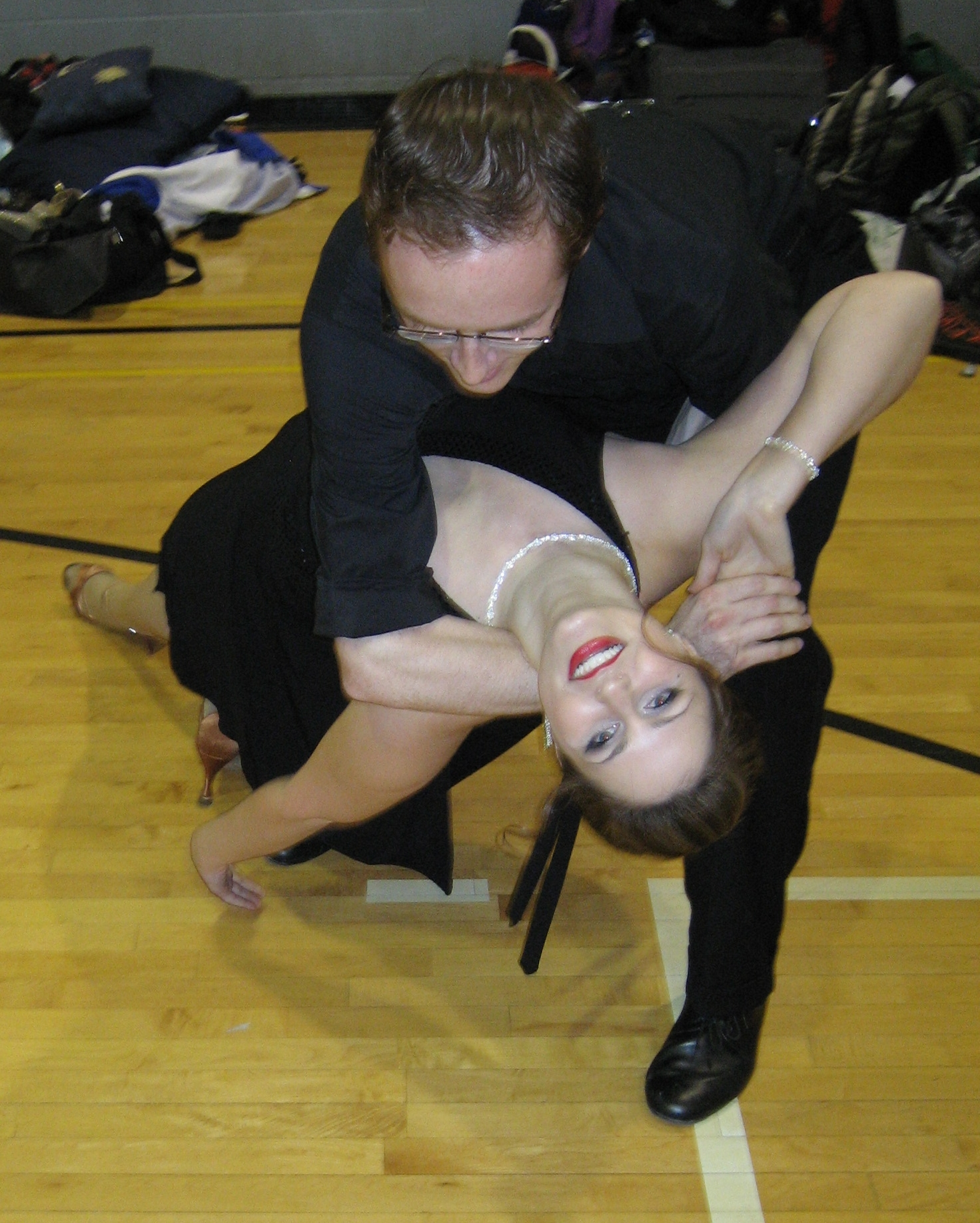
Una coppia di ballerini di salsa eseguono una dip (invertita).

Esistono diversi tipi di ballo di salsa portoricana, tra cui lo stile di Los Angeles, lo stile di New York o il Palladium.

### Stile Los Angeles
Lo stile di Los Angeles ( L.A. style o on 1) viene ballato sui tempi forti, l'interruzione (cambio di direzione) viene effettuata nei tempi 1 e 5. Può essere acrobatico. 

### Stile newyorkese
Lo stile di New York (NY style o on2) viene ballato sui tempi deboli, il che significa che il cambio di direzione (l'interruzione ) avviene sul 2º tempo della mezza frase musicale (tempi 2 e 6 della frase musicale). Deriva dal mambo e cha cha cha. Questo è lo stile in cui la ballerina gira di più su se stessa. Si può definirlo come lo stile più musicale; include in particolare molti giochi di gambe (shines, dalla parola inglese per lustrascarpe).

### Stile palladium
Il palladium è una variante dello stile di New York (cronologicamente lo ha preceduto). Il cambio di direzione viene effettuato anche sul secondo tempo (sul 2), ma il primo gradino ha luogo una volta prima. Il suo nome deriva da un club di New York, il Palladium, che era il tempio del mambo. 

## Il tempo
Il tempo richiede una precisa codificazione dei passi, sincronizzato da un preciso timing sul ritmo di base della clave, con i passaggi 1-2-3 sulle tre note (detto anche tresillo in spagnolo) della misura "forte", e i passaggi 5-6-7 sulle due note della misura "debole".
```
 debole      /       forte
1 & 2 & 3 & (4) & 5 & 6 & 7 & (8)
    X   X         X     X      X 
```